# Vis-à-vis (nadwozie)

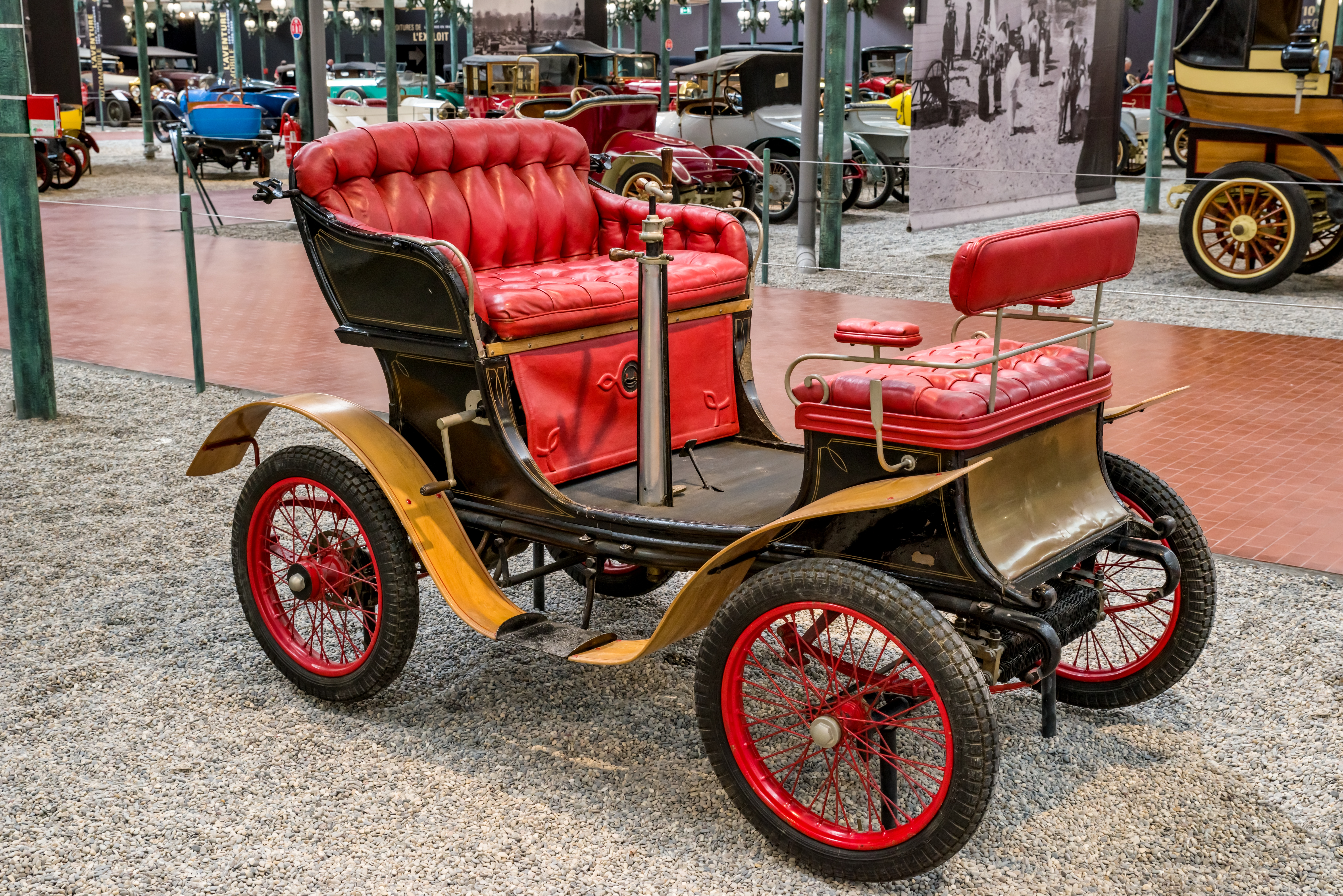
De Dion-Bouton Type E (1900)

Vis-à-vis – typ nadwozia stosowany w samochodach z początku rozwoju motoryzacji. Charakteryzował się miejscami dla pasażerów ustawionymi naprzeciwko siebie. Pierwszy rząd siedzeń, dla jednej lub dwóch osób, ustawiony był z przodu pojazdu, tyłem do kierunku jazdy. Drugi rząd, dla kierowcy i pasażera, umieszczano przodem do kierunku jazdy. Takie rozwiązanie utrudniało kierowcy obserwowanie drogi.